# Goran Ivanišević
Goran Ivanišević (sinh ngày 13 tháng 9 năm 1971) là cựu vận động viên quần vợt chuyên nghiệp người Croatia và hiện đang là huấn luyện viên quần vợt. Ông là huấn luyện viên của Marin Čilić, Tomáš Berdych, Milos Raonic và là huấn luyện cho tay vợt huyền thoại Novak Djokovic từ năm 2019 đến năm 2024. 
Ở nội dung đơn nam, Ivanisevic từng có được vị trí số 2 thế giới vào năm 1994. Ông hiện là vận động viên duy nhất từng vô địch Grand Slam dù phải thi đấu tranh vé vòng loại, với chức vô địch Wimbledon năm 2001. Ông cũng từng đại diện cho Croatia giành 2 Huy chương bạc nội dung đơn và đôi tại Thế vận hội Mùa hè 1992 tại Barcelona. Ở nội dung đồng đội, Ivanisevic từng vô địch Hopman Cup năm 1996 và Davis Cup năm 2005. Ông nổi tiếng với những cú giao bóng bằng tay trái mạnh mẽ và trong gần hai thập kỷ đã giữ kỷ lục về số cú giao bóng ăn điểm trực tiếp nhiều nhất tại Wimbledon với 1377 cú (trước khi Roger Federer phá kỷ lục vào năm 2019). Ông được ghi danh tại Đại sảnh Danh vọng quần vợt vào tháng 3 năm 2020. Ông đã huấn luyện Novak Djokovic từ năm 2019 đến năm 2024, đưa Djokovic giành 12 danh hiệu lớn. Vào tháng 11 năm 2024, ông được công bố là huấn luyện viên mới của Elena Rybakina cho mùa giải 2025.

## Sự nghiệp
Goran là con trai của Srđan và Gorana. Ông bắt đầu sự nghiệp vào năm 1988. Năm 1992 là năm đầu tiên anh lọt vào chung kết Wimbledon và ông đã để thua Andre Agassi tại chung kết năm đó. Ngoài ra vào năm 1994 và 1998 ông cũng đã thua Pete Sampras tại chung kết. Năm 2001 ông đã đánh bại Patrick Rafter tại chung kết Wimbledon và dành danh hiệu Grand Slam đầu tiên và duy nhất trong sự nghiệp. Vị trí cao nhất của ông trên bảng xếp hạng ATP là số 2 thế giới.

## Chung kết Grand Slam

### Singles: 4 (1 danh hiệu, 3 á quân)
| Kết quả | Năm  | Giải đấu  | Mặt sân | Đối thủ        | Tỷ số                              |
| ------- | ---- | --------- | ------- | -------------- | ---------------------------------- |
| Á quân  | 1992 | Wimbledon | Cỏ      | Andre Agassi   | 7–6(10–8), 4–6, 4–6, 6–1, 4–6      |
| Á quân  | 1994 | Wimbledon | Cỏ      | Pete Sampras   | 6–7(2–7), 6–7(5–7), 0–6            |
| Á quân  | 1998 | Wimbledon | Cỏ      | Pete Sampras   | 7–6(7–2), 6–7(9–11), 4–6, 6–3, 2–6 |
| Vô địch | 2001 | Wimbledon | Cỏ      | Patrick Rafter | 6–3, 3–6, 6–3, 2–6, 9–7            |

### Đôi: 2 (2 á quân)
| Kết quả | Năm  | Giải đấu    | Mặt sân | Đồng đội     | Đối thủ                      | Tỷ số    |
| ------- | ---- | ----------- | ------- | ------------ | ---------------------------- | -------- |
| Á quân  | 1990 | French Open | Đất nện | Petr Korda   | Sergio Casal Emilio Sánchez  | 5–7, 3–6 |
| Á quân  | 1999 | French Open | Đất nện | Jeff Tarango | Mahesh Bhupathi Leander Paes | 2–6, 5–7 |

## Các trận chung kết quan trọng khác

### Grand Slam Cup

#### Đơn: 2 (1 danh hiệu ,1 á quân)
| Kết quả | Năm  | Giải đấu       | Mặt sân  | Đối thủ      | Tỷ số              |
| ------- | ---- | -------------- | -------- | ------------ | ------------------ |
| Vô địch | 1995 | Grand Slam Cup | Thảm (i) | Todd Martin  | 7–6(7–4), 6–3, 6–4 |
| Á quân  | 1996 | Grand Slam Cup | Thảm (i) | Boris Becker | 3–6, 4–6, 4–6      |

### ATP Super 9 finals

#### Singles: 7 (2 danh hiệu, 5 á quân)
| Kết quả | Năm  | Giải đấu  | Mặt sân  | Đối thủ         | Tỷ số                        |
| ------- | ---- | --------- | -------- | --------------- | ---------------------------- |
| Vô địch | 1992 | Stockholm | Thảm (i) | Guy Forget      | 7–6(7–2), 4–6, 7–6(7–5), 6–2 |
| Á quân  | 1993 | Rome      | Đất nện  | Jim Courier     | 1–6, 2–6, 2–6                |
| Á quân  | 1993 | Stockholm | Thảm (i) | Michael Stich   | 6–4, 6–7(6–8), 6–7(3–7), 2–6 |
| Vô địch | 1993 | Paris     | Thảm (i) | Andrei Medvedev | 6–4, 6–2, 7–6(7–2)           |
| Á quân  | 1994 | Stockholm | Thảm (i) | Boris Becker    | 6–4, 4–6, 3–6, 6–7(4–7)      |
| Á quân  | 1995 | Hamburg   | Đất nện  | Andrei Medvedev | 3–6, 2–6, 1–6                |
| Á quân  | 1996 | Miami     | Cứng     | Andre Agassi    | 0–3 chấn thương              |

### Đôi: 1 (1 danh hiệu)
| Kết quả | Năm  | Giải đấu | Mặt sân | Đồng đội       | Đối thủ                   | Tỷ số    |
| ------- | ---- | -------- | ------- | -------------- | ------------------------- | -------- |
| Vô địch | 1991 | Rome     | Đất nện | Omar Camporese | Laurie Warder Luke Jensen | 6–2, 6–3 |

## Chung kết ATP

### Đơn: 49 (22 danh hiệu, 27 á quân)
| Legend                        |
| ----------------------------- |
| Grand Slam (1–3)              |
| Tennis Masters Cup (0–0)      |
| Grand Slam Cup (1–1)          |
| ATP Masters Series (2–5)      |
| ATP Championship Series (7–5) |
| ATP World Series (11–13)      |

| Mặt sân       |
| ------------- |
| Cứng (3–8)    |
| Đất nện (2–4) |
| Cỏ (3–6)      |
| Thảm (14–9)   |

| Kết quả | Số thứ tự | Ngày                      | Giải đấu                          | Mặt sân  | Đối thủ                | Tỷ số                              |
| ------- | --------- | ------------------------- | --------------------------------- | -------- | ---------------------- | ---------------------------------- |
| Á quân  | 1.        | ngày 22 tháng 5 năm 1989  | Florence, Ý                       | Đất nện  | Horacio de la Peña     | 4–6, 3–6                           |
| Á quân  | 2.        | ngày 14 tháng 5 năm 1990  | Umag, Nam Tư                      | Đất nện  | Goran Prpić            | 3–6, 6–4, 4–6                      |
| Vô địch | 1.        | ngày 16 tháng 7 năm 1990  | Stuttgart (o), Tây Đức            | Đất nện  | Guillermo Pérez Roldán | 6–7(2–7), 6–1, 6–4, 7–6(7–5)       |
| Á quân  | 3.        | ngày 20 tháng 8 năm 1990  | Long Island, Mỹ                   | Cứng     | Stefan Edberg          | 6–7(3–7), 3–6                      |
| Á quân  | 4.        | ngày 10 tháng 9 năm 1990  | Bordeaux, Pháp                    | Đất nện  | Guy Forget             | 4–6, 3–6                           |
| Á quân  | 5.        | ngày 24 tháng 9 năm 1990  | Basel, Thụy Sĩ                    | Thảm (i) | John McEnroe           | 7–6(7–4), 6–4, 6–7(3–7), 3–6, 4–6  |
| Vô địch | 2.        | ngày 17 tháng 6 năm 1991  | Manchester, Vương quốc Anh        | Cỏ       | Pete Sampras           | 6–4, 6–4                           |
| Á quân  | 6.        | ngày 12 tháng 8 năm 1991  | New Haven, Mỹ                     | Cứng     | Petr Korda             | 4–6, 2–6                           |
| Vô địch | 3.        | ngày 30 tháng 12 năm 1991 | Adelaide, Australia               | Cứng     | Christian Bergström    | 1–6, 7–6(7–5), 6–4                 |
| Á quân  | 7.        | ngày 3 tháng 2 năm 1992   | Milan, Ý                          | Thảm (i) | Omar Camporese         | 6–3, 3–6, 4–6                      |
| Vô địch | 4.        | ngày 17 tháng 2 năm 1992  | Stuttgart (i), Đức                | Thàm (i) | Stefan Edberg          | 6–7(5–7), 6–3, 6–4, 6–4            |
| Á quân  | 8.        | ngày 22 tháng 6 năm 1992  | Wimbledon, London, Vương quốc Anh | Cỏ       | Andre Agassi           | 7–6(10–8), 4–6, 4–6, 6–1, 4–6      |
| Vô địch | 5.        | ngày 5 tháng 10 năm 1992  | Sydney (i), Australia             | Cứng (i) | Stefan Edberg          | 6–4, 6–2, 6–4                      |
| Vô địch | 6.        | ngày 26 tháng 10 năm 1992 | Stockholm, Thụy Điển              | Thảm (i) | Guy Forget             | 7–6(7–2), 4–6, 7–6(7–5), 6–2       |
| Á quân  | 9.        | ngày 4 tháng 1 năm 1993   | Doha, Qatar                       | Cứng     | Boris Becker           | 6–7(4–7), 6–4, 5–7                 |
| Á quân  | 10.       | ngày 10 tháng 5 năm 1993  | Rome, Ý                           | Đất nện  | Jim Courier            | 1–6, 2–6, 2–6                      |
| Vô địch | 7.        | ngày 13 tháng 9 năm 1993  | Bucharest, Romania                | Đất nện  | Andrei Cherkasov       | 6–2, 7–6(7–5)                      |
| Vô địch | 8.        | ngày 18 tháng 10 năm 1993 | Vienna, Áo                        | Thảm (i) | Thomas Muster          | 4–6, 6–4, 6–4, 7–6(7–3)            |
| Á quân  | 11.       | ngày 25 tháng 10 năm 1993 | Stockholm, Thụy Điển              | Thảm (i) | Michael Stich          | 6–4, 6–7(6–8), 6–7(3–7), 2–6       |
| Vô địch | 9.        | ngày 1 tháng 11 năm 1993  | Paris Indoor, Pháp                | Thảm (i) | Andrei Medvedev        | 6–4, 6–2, 7–6(7–2)                 |
| Á quân  | 12.       | ngày 14 tháng 2 năm 1994  | Stuttgart (i), Đức                | Thảm (i) | Stefan Edberg          | 6–4, 4–6, 2–6, 2–6                 |
| Á qu    | 13.       | ngày 20 tháng 6 năm 1994  | Wimbledon, London, Vương quốc Anh | Cỏ       | Pete Sampras           | 6–7(2–7), 6–7(5–7), 0–6            |
| Vô địch | 10.       | ngày 1 tháng 8 năm 1994   | Kitzbühel, Áo                     | Đất nện  | Fabrice Santoro        | 6–2, 4–6, 4–6, 6–3, 6–2            |
| Á quân  | 14.       | ngày 12 tháng 9 năm 1994  | Bucharest, Romania                | Đất nện  | Franco Davín           | 2–6, 4–6                           |
| Vô địch | 11.       | ngày 10 tháng 10 năm 1994 | Tokyo Indoor, Nhật Bản            | Thảm (i) | Michael Chang          | 6–4, 6–4                           |
| Á quân  | 15.       | ngày 24 tháng 10 năm 1994 | Stockholm, Thụy Điển              | Thảm (i) | Boris Becker           | 6–4, 4–6, 3–6, 6–7(4–7)            |
| Á quân  | 16.       | ngày 8 tháng 5 năm 1995   | Hamburg, Đức                      | Đất nện  | Andrei Medvedev        | 3–6, 2–6, 1–6                      |
| Vô địch | 12.       | ngày 5 tháng 12 năm 1995  | Grand Slam Cup, Munich, Đức       | Thảm (i) | Todd Martin            | 7–6(7–4), 6–3, 6–4                 |
| Á quân  | 17.       | ngày 8 tháng 1 năm 1996   | Sydney (o), Australia             | Cứng     | Todd Martin            | 7–5, 3–6, 4–6                      |
| Vô địch | 13.       | ngày 29 tháng 1 năm 1996  | Zagreb, Croatia                   | Thảm (i) | Cédric Pioline         | 3–6, 6–3, 6–2                      |
| Vô địch | 14.       | ngày 12 tháng 2 năm 1996  | Dubai, UAE                        | Cứng     | Albert Costa           | 6–4, 6–3                           |
| Á quân  | 18.       | ngày 19 tháng 2 năm 1996  | Antwerp, Bỉ                       | Thảm (i) | Michael Stich          | 3–6, 2–6, 6–7(5–7)                 |
| Vô địch | 15.       | ngày 26 tháng 2 năm 1996  | Milan, Ý                          | Thảm (i) | Marc Rosset            | 6–3, 7–6(7–3)                      |
| Vô địch | 16.       | ngày 4 tháng 3 năm 1996   | Rotterdam, Hà Lan                 | Thảm (i) | Yevgeny Kafelnikov     | 6–4, 3–6, 6–3                      |
| Á quân  | 19.       | ngày 18 tháng 3 năm 1996  | Key Biscayne, Mỹ                  | Cứng     | Andre Agassi           | 0–3, chấn thương                   |
| Á quân  | 20.       | ngày 12 tháng 8 năm 1996  | Indianapolis, Mỹ                  | Cứng     | Pete Sampras           | 6–7(3–7), 5–7                      |
| Vô địch | 17.       | ngày 4 tháng 11 năm 1996  | Moscow, Nga                       | Thảm (i) | Yevgeny Kafelnikov     | 3–6, 6–1, 6–3                      |
| Á quân  | 21.       | ngày 3 tháng 12 năm 1996  | Grand Slam Cup, Munich, Đức       | Thảm (i) | Boris Becker           | 3–6, 4–6, 4–6                      |
| Vô địch | 18.       | ngày 27 tháng 1 năm 1997  | Zagreb, Croatia                   | Thảm (i) | Greg Rusedski          | 7–6(7–4), 4–6, 7–6(8–6)            |
| Á quân  | 22.       | ngày 10 tháng 2 năm 1997  | Dubai, UAE                        | Cứng     | Thomas Muster          | 5–7, 6–7(3–7)                      |
| Vô địch | 19.       | ngày 24 tháng 2 năm 1997  | Milan, Ý                          | Thảm (i) | Sergi Bruguera         | 6–2, 6–2                           |
| Á quân  | 23.       | ngày 9 tháng 6 năm 1997   | Queen's Club, Vương quốc Anh      | Cỏ       | Mark Philippoussis     | 5–7, 3–6                           |
| Vô địch | 20.       | ngày 6 tháng 10 năm 1997  | Vienna, Áo                        | Thảm (i) | Greg Rusedski          | 3–6, 6–7(4–7), 7–6(7–4), 6–2, 6–3  |
| Vô địch | 21.       | ngày 2 tháng 2 năm 1998   | Split, Croatia                    | Thảm (i) | Greg Rusedski          | 7–6(7–3), 7–6(7–5)                 |
| Á quân  | 24.       | ngày 22 tháng 6 năm 1998  | Wimbledon, London, Vương quốc Anh | Cỏ       | Pete Sampras           | 7–6(7–2), 6–7(9–11), 4–6, 6–3, 2–6 |
| Á quân  | 25.       | ngày 17 tháng 8 năm 1998  | New Haven, Mỹ                     | Cứng     | Karol Kučera           | 4–6, 7–5, 2–6                      |
| Á quân  | 26.       | ngày 5 tháng 10 năm 1998  | Shanghai, Trung Quốc              | Thảm     | Michael Chang          | 6–4, 1–6, 2–6                      |
| Á quân  | 27.       | ngày 9 tháng 11 năm 1998  | Moscow, Nga                       | Thảm     | Yevgeny Kafelnikov     | 6–7(2–7), 6–7(5–7)                 |
| Vô địch | 22.       | ngày 25 tháng 6 năm 2001  | Wimbledon, London, Vương quốc Anh | Cỏ       | Patrick Rafter         | 6–3, 3–6, 6–3, 2–6, 9–7            |

### Đôi (9 danh hiệu, 10 á quân)
| Legend                              |
| ----------------------------------- |
| Grand Slam Tournaments (0–2)        |
| Tennis Masters Cup (0–0)            |
| ATP Masters Series (1–0)            |
| ATP International Series Gold (1–4) |
| ATP International Series (7–4)      |

| Mặt sân       |
| ------------- |
| Cứng (3–3)    |
| Đất nện (1–5) |
| Cỏ (1–1)      |
| Thảm (4–1)    |

| Kết quả | Số thứ tự | Ngày                      | Giải đấu                     | Mặt sân  | Đồng đội        | Đối thủ                             | Tỷ số         |
| ------- | --------- | ------------------------- | ---------------------------- | -------- | --------------- | ----------------------------------- | ------------- |
| Vô địch | 1.        | ngày 17 tháng 10 năm 1988 | Frankfurt, Tây Đức           | Thảm (i) | Rudiger Haas    | Jeremy Bates Tom Nijssen            | 1–6, 7–5, 6–3 |
| Á quân  | 1.        | ngày 2 tháng 10 năm 1989  | Palermo, Ý                   | Đất nện  | Diego Nargiso   | Peter Ballauff Rudiger Haas         | 2–6, 7–6, 4–6 |
| Á quân  | 2.        | ngày 19 tháng 2 năm 1990  | Brussels, Bỉ                 | Thảm (i) | Balázs Taróczy  | Emilio Sánchez Slobodan Živojinović | 5–7, 3–6      |
| Á quân  | 3.        | ngày 11 tháng 6 năm 1990  | French Open, Paris, Pháp     | Đất nện  | Petr Korda      | Sergio Casal Emilio Sánchez         | 5–7, 3–6      |
| Á quân  | 4.        | ngày 20 tháng 8 năm 1990  | New Haven, Hoa Kỳ            | Cứng     | Petr Korda      | Jeff Brown Scott Melville           | 5–7, 6–7      |
| Vô địch | 2.        | ngày 4 tháng 2 năm 1991   | Milan, Ý                     | Thảm (i) | Omar Camporese  | Cyril Suk Tom Nijssen               | 6–4, 7–6      |
| Vô địch | 3.        | ngày 13 tháng 5 năm 1991  | Rome, Ý                      | Đất nện  | Omar Camporese  | Laurie Warder Luke Jensen           | 6–2, 6–3      |
| vô địch | 4.        | ngày 17 tháng 6 năm 1991  | Manchester, Vương quốc Anh   | Cỏ       | Omar Camporese  | Andrew Castle Nick Brown            | 6–4, 6–3      |
| Á quân  | 5.        | ngày 22 tháng 7 năm 1991  | Stuttgart Outdoor, Đức       | Đất nện  | Omar Camporese  | Wally Masur Emilio Sánchez          | 6–2, 3–6, 4–6 |
| Vô địch | 5.        | ngày 30 tháng 12 năm 1991 | Adelaide, Australia          | Cứng     | Marc Rosset     | Mark Kratzmann Jason Stoltenberg    | 7–6, 7–6      |
| Á quân  | 6.        | ngày 15 tháng 6 năm 1992  | Queen's Club, Vương quốc Anh | Cỏ       | Diego Nargiso   | John Fitzgerald Anders Järryd       | 4–6, 6–7      |
| Á quân  | 7.        | ngày 17 tháng 4 năm 1995  | Barcelona, Tây Ban Nha       | Đất nện  | Andrea Gaudenzi | Trevor Kronemann David Macpherson   | 2–6, 4–6      |
| Á quân  | 8.        | ngày 7 tháng 8 năm 1995   | Los Angeles, Hoa Kỳ          | Cứng     | Saša Hirszon    | Brent Haygarth Kent Kinnear         | 4–6, 5–7      |
| Vô địch | 6.        | ngày 11 tháng 9 năm 1995  | Bordeaux, Pháp               | Cứng     | Saša Hirszon    | Henrik Holm Danny Sapsford          | 6–3, 6–4      |
| Vô địch | 7.        | ngày 26 tháng 2 năm 1996  | Milan, Ý                     | Thảm (i) | Andrea Gaudenzi | Jakob Hlasek Guy Forget             | 6–4, 7–5      |
| Vô đich | 8.        | ngày 27 tháng 1 năm 1997  | Zagreb, Croatia              | Thảm (i) | Saša Hiršzon    | Brent Haygarth Mark Keil            | 6–4, 6–3      |
| Vô địch | 9.        | ngày 10 tháng 2 năm 1997  | Dubai, UAE                   | Cứng     | Sander Groen    | Sandon Stolle Cyril Suk             | 7–6, 6–3      |
| Á quân  | 9.        | ngày 7 tháng 6 năm 1999   | French Open, Paris, Pháp     | Đất nện  | Jeff Tarango    | Mahesh Bhupathi Leander Paes        | 2–6, 5–7      |
| Á quân  | 10.       | ngày 2 tháng 8 năm 1999   | Los Angeles                  | Cứng     | Brian MacPhie   | Byron Black Wayne Black             | 2–6, 6–7      |